# Пред сваким прагом
„Пред сваким прагом” је југословенски ТВ филм из 1964, године. Режирала га је Љиљана Билуш а сценарио је написао Тед Вилис.

## Улоге
| Глумац            | Улога |
| ----------------- | ----- |
| Ета Бортолаци     |       |
| Звонимир Ференчић |       |
| Ана Карић         |       |
| Ива Марјановић    |       |
| Драго Митровић    |       |
| Сава Северова     |       |
| Бранка Стрмац     |       |